# S6K
 Рибосомальная протеинкиназа S6 бета-1  — фермент, кодируемый у человека геном  RPS6KB1 .

## Функция
Этот ген кодирует члена RSK (рибосомной S6 киназы) семейства серин/треониновых киназ. Эта киназа фосфорилирует несколько остатков рибосомального белка S6. Киназы этого белка приводит к увеличению синтеза белка и пролиферации клеток.

## Клиническое значение
Ингибирование белка S6K1, или его отсутствие, замедляет производство жировых клеток, нарушая и замедляя начальную стадию их образования. Исследование может иметь значение для лечения ожирения.
Усиление в области ДНК, кодируемый этим геном и сверхэкспрессия этой киназы видны в некоторых клеточных линиях рака молочной железы.
Другой путь, в котором участвует P70, мышечное удлинение и рост. P70 фосфорилируется пассивно при напряжении камбаловидной мышцы. Она может быть одной из многих протеинкиназ, участвующих в мышечной ткани.

## Взаимодействия
P70-S6 киназы 1, как было выявлено, взаимодействует с:
- COASY,[5]
- CSNK2B,[6]
- EIF3B,[7]
- KIAA1303,[8][9][10][11]
- MTOR,[12][13][14][15][16][17][18][19][20][21][22][23]
- POLDIP3,[24]
- PPP2R2A,[25][26]
- RBX1,[27] и
- UBC[англ.].[27]